# Acentrogobius suluensis
 Acentrogobius suluensis  es una especie de pez de la familia de los Gobiidae en el orden de los Perciformes.

## Morfología
Los machos pueden llegar a alcanzar los 3,3 cm de longitud total.

## Hábitat
Es un pez de clima tropical y demersal.

## Distribución geográfica
Se encuentran en las Islas Ryukyu, las Filipinas, Indonesia

## Observaciones
Es inofensivo para los humanos. 